# RS Голубя
RS Голубя (лат. RS Columbae) — двойная затменная переменная звезда типа W Большой Медведицы (EW) в созвездии Голубя на расстоянии приблизительно 743 световых лет (около 228 парсек) от Солнца. Видимая звёздная величина звезды — от +9,99m до +9,54m. Орбитальный период — около 0,6724 суток (16,137 часа).
Открыта Куно Хофмейстером в 1935 году**.

## Характеристики
Первый компонент — жёлтый карлик спектрального класса G0V, или G. Масса — около 1,46 солнечной, радиус — около 1,92 солнечного, светимость — около 4,13 солнечной. Эффективная температура — около 5954 K.
Второй компонент — жёлтый карлик спектрального класса G. Масса — около 0,73 солнечной, радиус — около 1,41 солнечного, светимость — около 2 солнечных. Эффективная температура — около 5789 K.

## Планетная система
В 2019 году учёными, анализирующими данные проектов Hipparcos и Gaia, у звезды обнаружена планета HIP 24514 b.